# 2548 Leloir
2548 Leloir eller 1975 DA är en asteroid i huvudbältet som upptäcktes den 16 februari 1975 av Félix Aguilar-observatoriet. Den är uppkallad efter den argentinske nobelpristagaren Luis Federico Leloir.
Asteroiden har en diameter på ungefär 10 kilometer.